# Upper Austria Ladies Linz 2024
L'Upper Austria Ladies Linz 2024 è stato un torneo di tennis giocato sul cemento indoor. È stata la 37ª edizione dell'Upper Austria Ladies Linz, che fa parte della categoria WTA 500 nell'ambito del WTA Tour 2024. Si è giocato alla Design Center Linz di Linz, in Austria, dal 29 gennaio al 4 febbraio 2024. Il torneo è aumentato di categoria passando dal 250 al 500 per la prima volta dal 2008, quando faceva parte della categoria WTA Tier II.

## Partecipanti al singolare

### Teste di serie
| Nazionalità | Giocatore              | Ranking* | Testa di serie |
| ----------- | ---------------------- | -------- | -------------- |
| Lettonia    | Jeļena Ostapenko       | 10       | 1              |
|             | Ekaterina Aleksandrova | 20       | 2              |
| Croazia     | Donna Vekić            | 25       | 3              |
| Belgio      | Elise Mertens          | 28       | 4              |
|             | Anastasija Potapova    | 29       | 5              |
| Italia      | Jasmine Paolini        | 31       | 6              |
| Francia     | Varvara Gracheva       | 39       | 7              |
| Croazia     | Petra Martić           | 40       | 8              |

* Ranking al 15 gennaio 2024.

### Altre partecipanti
Le seguenti giocatrici hanno ricevuto una Wild card per il tabellone principale:
- Angelique Kerber
- Sinja Kraus
- Jeļena Ostapenko
- Dajana Jastrems'ka

Le seguenti giocatrici sono passate dalle qualificazioni:

- Ėrika Andreeva
- Jodie Burrage
- Sara Errani
- Jule Niemeier
- Lucrezia Stefanini
- Clara Tauson

La seguente giocatrice è entrata in tabellone come lucky loser:
- Jaqueline Cristian

### Ritiri
Prima del torneo
- Anhelina Kalinina → sostituita da  Jaqueline Cristian
- Elina Svitolina → sostituita da  Nadia Podoroska
- Markéta Vondroušová → sostituita da  Katie Boulter

## Partecipanti al doppio

### Teste di serie
| Nazione     | Giocatore                | Nazione     | Giovatore         | Ranking* | Testa di serie |
| ----------- | ------------------------ | ----------- | ----------------- | -------- | -------------- |
| Stati Uniti | Nicole Melichar-Martinez | Australia   | Ellen Perez       | 32       | 1              |
| Norvegia    | Ulrikke Eikeri           | Slovacchia  | Tereza Mihalíková | 89       | 2              |
| Giappone    | Eri Hozumi               | Giappone    | Makoto Ninomiya   | 97       | 3              |
| Stati Uniti | Asia Muhammad            | Stati Uniti | Alycia Parks      | 103      | 4              |

* Ranking al 15 gennaio 2024.

### Altre partecipanti
Le seguenti coppie hanno ricevuto una wildcard per il tabellone principale:
- Melanie Klaffner /  Sinja Kraus

La seguente coppia di giocatrici è subentrata in tabellone come alternate:
- Amina Anšba /  Anastasia Dețiuc

### Ritiri
Prima del torneo
- Jodie Burrage /  Greet Minnen → sostituite da  Amina Anšba /  Anastasia Dețiuc

## Punti
| Evento    | V   | F   | SF  | QF  | 2T   | 1T | Q    | Q2   | Q1   |
| Singolare | 500 | 325 | 195 | 108 | 60   | 1  | 25   | 13   | 1    |
| Doppio    | 500 | 325 | 195 | 108 | N.D. | 1  | N.D. | N.D. | N.D. |

## Montepremi
| Evento    | V         | F        | SF       | QF       | 2T       | 1T      | Q2      | Q1      |
| Singolare | 123 480 € | 76 225 € | 44 525 € | 21 660 € | 11 823 € | 8 542 € | 5 739 € | 2 935 € |
| Doppio*   | 41 210 €  | 24 970 € | 14 280 € | 7 400 €  | N.D.     | 4 470 € | N.D.    | N.D.    |

*per team

## Campionesse

### Singolare
Jeļena Ostapenko ha sconfitto in finale  Ekaterina Aleksandrova con il punteggio di 6-2, 6-3.
- É l'ottavo titolo in carriera per Ostapenko, il secondo della stagione.

### Doppio
Sara Errani /  Jasmine Paolini hanno sconfitto in finale  Nicole Melichar-Martinez /  Ellen Perez con il punteggio di 7-5, 4-6, [10-7].